# Cheile Taia
Cheile Taia alcătuiesc o arie protejată de interes național ce corespunde categoriei a IV-a IUCN (rezervație naturală, tip mixt), situată în județul Hunedoara, pe teritoriul administrativ al orașului Petrila.
Rezervația cu o suprafață de 2 ha, este străbătută de apele văii Taia formând un sector de chei, cu versanți abrupți din calcare albe sau cenușii, acoperiți parțial de vegetație termofilă.